# Кларкстон (Мичиген)
Кларкстон (Мичиген) (енгл. Village of Clarkston) град је у америчкој савезној држави Мичиген. По попису становништва из 2010. у њему је живело 882 становника.

## Демографија
Према попису становништва из 2010. у граду је живело 882 становника, што је 80 (8,3%) становника мање него 2000. године.
| Група             | 2000.       | 2010.       |
| Белци             | 926 (96,3%) | 851 (96,5%) |
| Афроамериканци    | 3 (0,3%)    | 2 (0,2%)    |
| Азијати           | 4 (0,4%)    | 5 (0,6%)    |
| Хиспаноамериканци | 10 (1,0%)   | 16 (1,8%)   |
| Укупно            | 962         | 882         |